# Jatropha gallabatensis
Jatropha gallabatensis är en törelväxtart som beskrevs av Georg August Schweinfurth. Jatropha gallabatensis ingår i släktet Jatropha och familjen törelväxter.
Artens utbredningsområde är Sudan. Inga underarter finns listade i Catalogue of Life.